# Vesijärvi
För andra betydelser, se Vesijärvi (olika betydelser).
Vesijärvi är en insjö vid Lahtis i södra Finland. Den ligger i kommunerna Hollola, Asikkala och Lahtis i landskapet Päijänne-Tavastland. Sjön ligger 81,4 meter över havet. Den är 40 meter djup. Ytan är 107,51 kvadratkilometer och strandlinjen är 227,31 kilometer lång.. Vesijärvi är sammanbunden med Päijänne via Vääksy kanal. Sjöns medeldjup är 6 meter. 

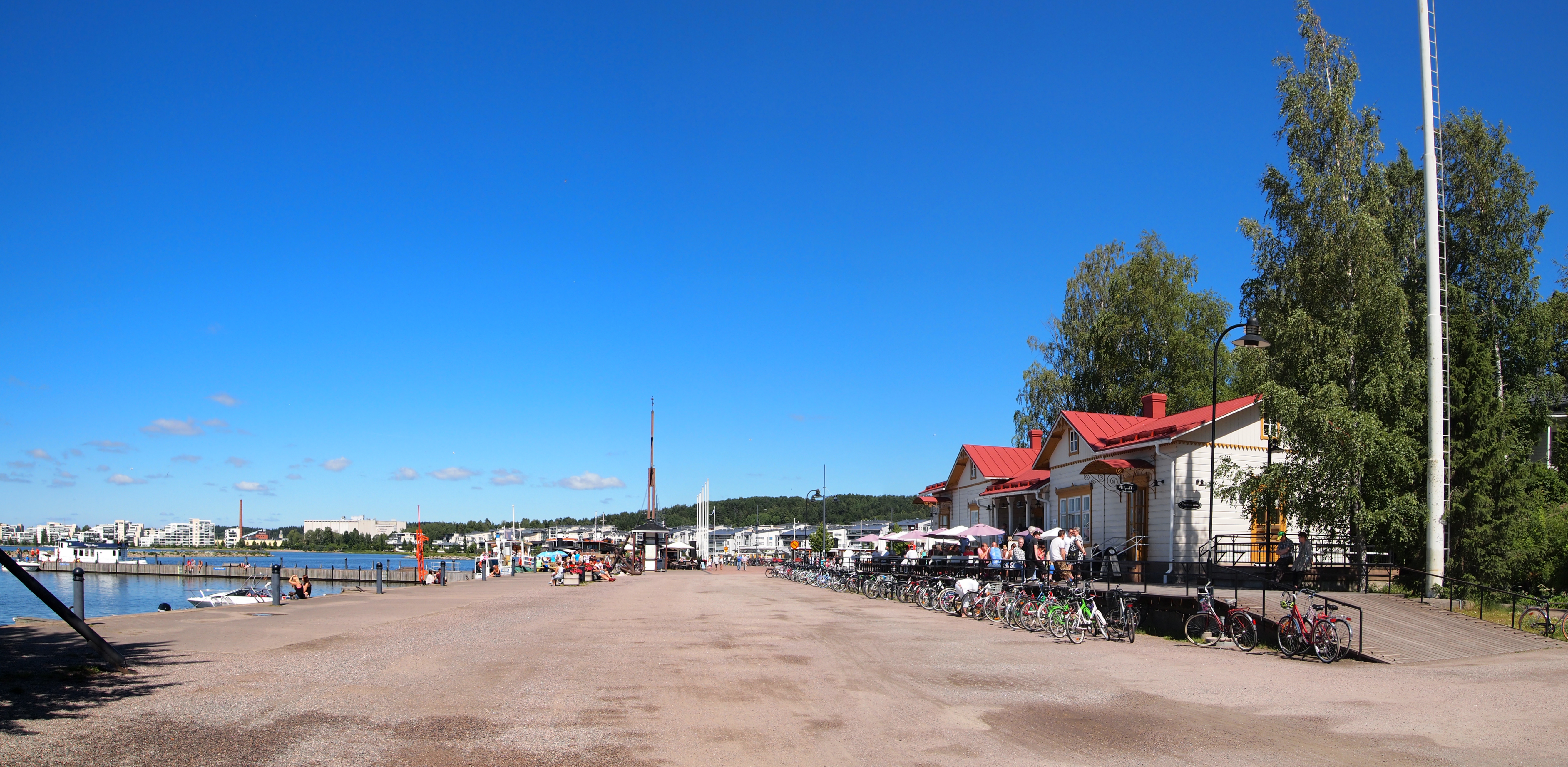
Lahtis hamn vid Vesijärvi. Hamnen är numera i fritidsbruk

Vesijärvi är känt för sin övergödning som orsakats av utsläpp av avlopp i sjön. Utsläppen pågick redan då Lahtis blev stad 1905 till 1975 då vattenreningsverket i Kariniemi togs i bruk. 